# Acrocheilus
Acrocheilus és un gènere de peixos de la família dels ciprínids i de l'ordre dels cipriniformes.

## Taxonomia
- Acrocheilus alutaceus (Agassiz & Pickering in Agassiz, 1855)[2][3]